# Eleanor Mary Reid
Eleanor Mary Reid (née Eleanor Mary Wynne Edwards) (1860–1953) est une paléobotaniste britannique. Tout au long de sa vie, elle travaille en étroite collaboration avec son mari, Clement Reid, un botaniste et géologue de formation, et travaille ensuite aux côtés de Marjorie Chandler.

## Jeunesse et éducation
Eleanor Mary Wynne Edwards est née le 13 novembre 1860 à Denbigh, fille de John et Maria Wynne Edwards. Elle fréquente le Westfield College de Londres, en Angleterre, et obtient son baccalauréat ès sciences en 1892. Reid n'est pas formée à l'origine en paléontologie ou en botanique, elle enseigne la physique et les mathématiques au prestigieux Cheltenham Ladies' College . C'est grâce à son mari, Clement Reid, un botaniste et paléontologue expérimenté, que son intérêt pour la vie végétale préhistorique est né.
Elle épouse Clement Reid en 1897 et c'est grâce à leur collaboration en paléobotanique qu'elle devient l'une des principales chercheuses en géologie.

## Carrière
Reid s'intéresse aux restes fossilisés de plantes qu'elle étudie avec son mari Clément Reid. Ils travaillent pour établir que les plantes pouvaient être identifiées de manière fiable  et publient leurs découvertes ensemble. Leur premier livre est publié en 1899, The Origin of the British Flora, qui porte sur la paléobotanique. Il mentionne qu'elle a aidé à rassembler près de 100 échantillons provenant d'un gisement près de West Wittering . Ce sont eux deux qui sont crédités d'avoir établi que "les flores pouvaient être reconstituées de manière fiable à partir de sources riches en organes de fructification fossiles". Leur deuxième livre, La flore fossile de Tegelen-sur-Meuse, près de Venloo, dans la province du Limbourg, est publié en 1907 et se concentre sur la paléobotanique, ainsi que sur l'échelle de temps géologique du Pléistocène. Le dernier livre qu'ils publient ensemble remonte à 1915, un an avant la mort de son mari Clement Reid, intitulé The Pliocène Floras of the Dutch-Prussian Border, qui cible à la fois les sujets de la paléobotanique et de l'échelle de temps géologique du Pliocène.
L'intérêt de Reid pour son domaine d'études se poursuit après la mort de son mari. Le grenier de sa maison à Milford on Sea devient le laboratoire de Reid et la base à partir de laquelle elle travaille. Après avoir gagné de l'argent du fonds Murchison de la Geological Society en 1919 , elle publie sa monographie sur les flores du Pliocène en 1920 . Elle est l'une des quatre femmes qui sont boursières de la Geological Society cette année-là  et elle établit un nouveau partenariat scientifique et une amitié à vie avec Marjorie Chandler qui a obtenu un diplôme de première classe en sciences naturelles à l'Université de Cambridge l'année précédente . Chandler est assistante de Reid pendant les 40 années suivantes.
Chandler et Reid font des recherches sur les plantes préhistoriques en utilisant la collection du British Museum. Après six ans, elles publient un volume en deux parties de livres axés sur la paléobotanique. Leur premier livre, Catalogue of Cenozoic Plants in the Department of Geology, volume 1. Le Bembridge Flora, est publié en 1926. Il s'agit d'une description détaillée des plantes cénozoïques et en particulier de celles qui poussent historiquement sur l'île de Wight. Le deuxième volume de leur série, The London Clay Flora est publié en 1933. Dans ces deux volumes, c'est Reid qui utilise leurs découvertes pour décrire les conditions climatiques changeantes de la période tertiaire mises en évidence par les plantes changeantes observées dans les minéraux d'âges différents. La forme et la construction changeantes des graines et des fruits à travers les âges donnent de nouvelles preuves des changements évolutifs qui se produisent au sein des plantes. Les études de Reid et Chandler montrent que le secteur maintenant connu sous le nom de Londres a à un moment donné fait partie d'une forêt tropicale . Reid conçoit de nombreuses nouvelles techniques pour extraire les échantillons de matériaux tels que la tourbe .

## Récompenses et réalisations
Reid reçoit la médaille Lyell en 1936  pour ses réalisations dans la découverte de nouvelles informations géologiques et de techniques innovantes.
Reid reçoit le Murchison Fund en 1919  elle publie sa monographie sur les flores pliocènes en 1920  seulement un an plus tard, elle est acceptée comme membre de la Société géologique de Londres.

## Retraite et décès
Une fois à la retraite, Reid trouve plus de temps pour servir l'église et aller dans les écoles. Elle lit le travail des écrivains de voyage et fait du vélo jusqu'à ses quatre-vingts ans .
Reid est décédé le 28 septembre 1953 d'une thrombose cérébrale, à Milford on Sea, Hampshire .